# Pekingi nemzetközi repülőtér
A Pekingi nemzetközi repülőtér (IATA: PEK, ICAO: ZBAA) nemzetközi repülőtér Pekingben, Kínában. Éves utasforgalma 52 879 156 fő (2024). Üzemeltetője a Civil Aviation Administration of China.

## Futópályák
A repülőtér futópályái:
- 01/19 (3800 m, 60 m, beton)
- 18L/36R (3800 m, 60 m, aszfalt)
- 18R/36L (3200 m, 50 m, aszfalt)

## Forgalom
Az utasforgalom az elmúlt években az alábbi módon változott:
| Utasok száma | 21 691 077 | 24 283 818 | 41 004 008 | 55 937 289 | 73 948 114 | 83 712 355 | 89 939 049 | 100 983 290 | 34 513 827 | 52 879 156 |
|              | 2000       | 2003       | 2005       | 2008       | 2010       | 2013       | 2015       | 2018        | 2020       | 2024       |

## Légitársaságok és úticélok
2024-ben a Pekingi nemzetközi repülőtérről az alábbi járatok indulnak:

### Személy
| Légitársaság                    | Célállomások |
| ------------------------------- | --- |
| Air Algérie                     | Algiers |
| Air Astana                      | Almaty |
| Air China                       | Aksu, Astana, Athens, Auckland, Bangkok–Suvarnabhumi, Baotou, Barcelona, Beihai, Budapest, Busan, Changchun, Changsha, Changzhi, Changzhou, Chengdu–Shuangliu, Chengdu–Tianfu, Chiang Mai, Chita, Chongqing, Koppenhága, Dali, Dalian, Dandong, Daqing, Dazhou, Dubai–International, Dunhuang, Frankfurt, Fukuoka, Fuyang, Fuyuan, Fuzhou, Genf, Guangyuan, Guangzhou, Guilin, Guiyang, Haikou, Hailar, Hami, Hangzhou, Hanoi, Harbin, Havana (újrakezdődik 2024 május 17-től), Hefei, Hengyang, Hiroshima, Ho Chi Minh City, Hong Kong, Hotan, Huai'an, Huizhou, Islamabad, Istanbul, Jakarta–Soekarno-Hatta, Jeju, Jiamusi, Jiansanjiang, Jieyang, Jingdezhen, Jinggangshan, Johannesburg–O.R. Tambo, Karachi, Karamay, Kashgar, Korla, Kuala Lumpur–International, Kunming, Lanzhou, Lhasa, Lianyungang, Lijiang, Linfen, London–Gatwick (újrakezdődik 2024 június 1-től), London–Heathrow, Los Angeles, Lüliang, Madrid, Manila, Manzhouli, Melbourne, Mianyang, Milan–Malpensa, Minsk, Moscow–Sheremetyevo, Mudanjiang, München, Nagoja–Centrair, Naha, Nanchang, Nanjing, Nanning, Nantong, New York–JFK, Ningbo, Nyingchi, Ordos, Oszaka–Kanszai, Párizs-Charles de Gaulle repülőtér, Phnom Penh, Phuket, Qingdao, Qiqihar, Quzhou, Riyadh (kezdődik 2024 május 6-tól), Róma–Fiumicino, San Francisco, Sanya, São Paulo–Guarulhos (újrakezdődik 2024 április 28-tól), Szapporo–Sincsitosze, Sendai, Seoul–Gimpo, Seoul–Incheon, Shanghai–Hongqiao, Shanghai–Pudong, Shangrao, Shaoyang, Shenyang, Shenzhen, Shihezi, Shiyan, Singapore, Songyuan, Stockholm–Arlanda, Sydney, Taipei–Taoyuan, Taiyuan, Taizhou, Tokió–Haneda, Tokió–Narita, Tonghua, Tumxuk, Ulaanbaatar, Ulanhot, Ürümqi, Vancouver, Bécs, Varsó–Chopin, Washington–Dulles, Weihai, Wenzhou, Wuhan, Xiamen, Xi'an, Xichang, Xilinhot, Xining, Yan'an, Yancheng, Yangon, Yangzhou, Yanji, Yantai, Yibin, Yichang, Yichun (Jiangxi), Yinchuan, Yining, Yiwu, Yuncheng, Zhangjiajie, Zhanjiang, Zhengzhou, Zhuhai, Zunyi–Maotai |
| Air China Inner Mongolia        | Bayannur, Beihai, Guiyang, Hohhot, Ningbo, Ordos, Tongliao, Weihai, Xi'an, Yantai, Zhuhai |
| Air France                      | Párizs-Charles de Gaulle repülőtér |
| Air Koryo                       | Pyongyang |
| Air Macau                       | Macau |
| All Nippon Airways              | Oszaka–Kanszai, Tokió–Haneda |
| Asiana Airlines                 | Seoul–Gimpo, Seoul–Incheon |
| Azerbaijan Airlines             | Baku |
| Cathay Pacific                  | Hong Kong |
| China Airlines                  | Taipei–Taoyuan |
| China Eastern Airlines          | Shanghai–Hongqiao |
| Dalian Airlines                 | Changsha, Dalian, Ganzhou, Huangshan, Liuzhou, Nanning, Ningbo, Xiamen, Xi'an |
| EgyptAir                        | Cairo |
| Emirates                        | Dubai–International |
| Ethiopian Airlines              | Addis Ababa |
| EVA Air                         | Taipei–Taoyuan |
| Grand China Air                 | Guilin, Hailar, Harbin, Jiujiang, Manzhouli, Yinchuan |
| Hainan Airlines                 | Anqing, Bangkok–Suvarnabhumi, Belgrád, Berlin, Boston, Brüsszel, Changchun, Changsha, Chengdu–Shuangliu, Chongqing, Dalian, Dongying, Fuzhou, Guangzhou, Guilin, Guiyang, Haikou, Hangzhou, Harbin, Irkutsk, Jiamusi, Jixi, Kunming, Langzhong, Lanzhou, Longnan, Manchester, Manzhouli, Moscow–Sheremetyevo, Mudanjiang, Nanchang, Nanning, Oszaka–Kanszai, Phuket, Prága (újrakezdődik 2024 június 24-től), Qianjiang, Qingyang, Qionghai, Saint Petersburg, Sanya, Seattle/Tacoma, Shanghai–Hongqiao, Shanghai–Pudong, Shenzhen, Taipei–Taoyuan, Tel Aviv (felfüggesztve), Tokió–Narita, Ürümqi, Wenzhou, Wuhai, Wuhan, Xiamen, Xi'an, Xishuangbanna, Yan'an, Yichang, Yinchuan, Yueyang, Yulin (Shaanxi) Szezonális: Dublin, Edinburgh |
| Hong Kong Airlines              | Hong Kong |
| Iraqi Airways                   | Baghdad, Basra ( 2024 május 4-től) |
| Japan Airlines                  | Tokió–Haneda |
| Jeju Air                        | Jeju |
| Jiangxi Air                     | Nanchang |
| KLM                             | Amszterdam |
| Korean Air                      | Jeju, Seoul–Gimpo, Seoul–Incheon |
| Kunming Airlines                | Kunming |
| Loong Air                       | Hangzhou |
| LOT                             | Varsó–Chopin (újrakezdődik 2024 június 2-től) |
| Lucky Air                       | Kunming |
| Lufthansa                       | Frankfurt, München |
| Mahan Air                       | Tehran–Imam Khomeini |
| MIAT Mongolian Airlines         | Ulaanbaatar |
| Pakistan International Airlines | Islamabad |
| Philippine Airlines             | Manila |
| Shandong Airlines               | Fuzhou, Qingdao, Xiamen, Yantai, Zhuhai |
| Shenzhen Airlines               | Chengdu–Shuangliu, Nanning, Nantong, Quanzhou, Shenzhen, Wuxi, Xiangyang, Yichun (Jiangxi) |
| Sichuan Airlines                | Cairo, Chengdu–Shuangliu, Chengdu–Tianfu, Chongqing, Kunming, Mianyang, Sanya, Wanzhou, Wuyishan, Xichang, Xishuangbanna, Yibin, Zhongwei |
| Singapore Airlines              | Singapore |
| SriLankan Airlines              | Colombo–Bandaranaike |
| Thai Airways International      | Bangkok–Suvarnabhumi |
| Tibet Airlines                  | Chengdu–Shuangliu, Lhasa, Qamdo |
| Turkish Airlines                | Istanbul |
| Turkmenistan Airlines           | Ashgabat |
| United Airlines                 | San Francisco |
| Uzbekistan Airways              | Tashkent |
| Vietnam Airlines                | Hanoi, Nha Trang |

### Cargo

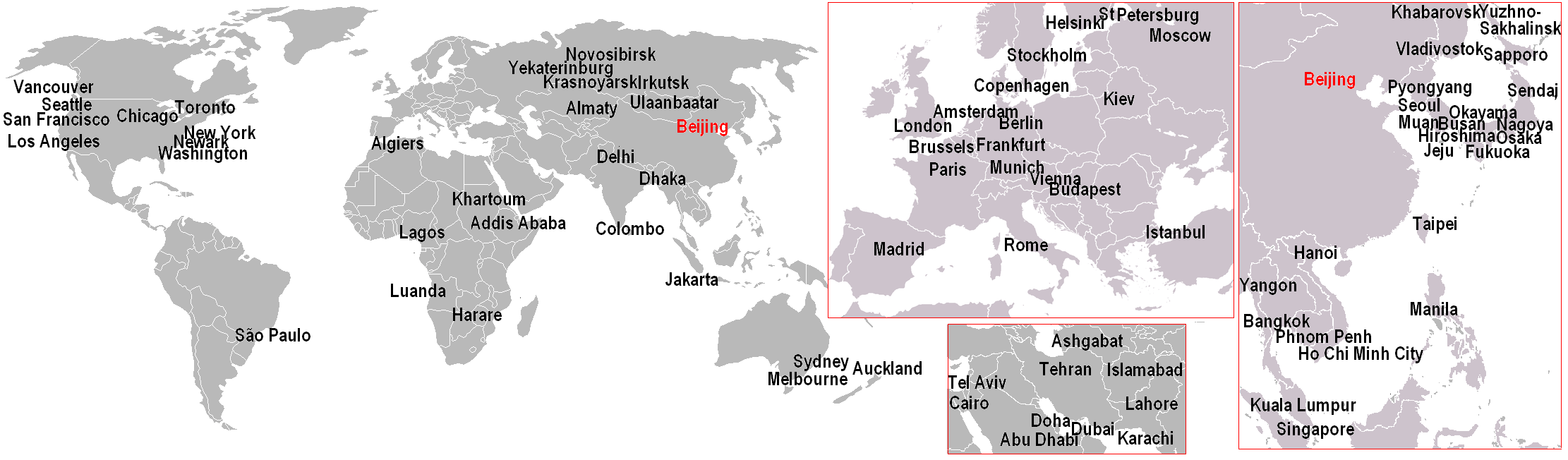
Célállomások a Pekingi nemzetközi repülőtérről

| Légitársaság                           | Célállomások |
| -------------------------------------- | --- |
| AirBridgeCargo                         | Moscow–Sheremetyevo |
| Air China Cargo                        | Amszterdam, Anchorage, Atlanta, Chicago–O'Hare, Frankfurt, Los Angeles, München, Nanjing, New York–JFK, Párizs-Charles de Gaulle repülőtér, Seoul–Incheon, Shanghai–Pudong, Tokyo–Narita, Taipei–Taoyuan |
| Air Koryo Cargo                        | Pyongyang |
| Asiana Cargo                           | Seoul–Incheon |
| Cargolux                               | Luxembourg |
| China Airlines Cargo                   | Taipei–Taoyuan |
| China Cargo Airlines                   | Shanghai–Pudong |
| China Postal Airlines                  | Guangzhou, Hangzhou, Nanjing, Seoul-Incheon, Shanghai–Pudong, Shenzhen |
| DHL Aviation operated by Air Hong Kong | Hong Kong |
| EVA Air Cargo                          | Taipei–Taoyuan |
| Etihad Cargo                           | Abu Dhabi, Almaty |
| FedEx                                  | Osaka–Kansai, Párizs-Charles de Gaulle repülőtér, Seoul–Incheon, Shanghai–Pudong |
| Garuda Cargo                           | Jakarta–Soekarno-Hatta |
| Korean Air Cargo                       | Seoul–Incheon |
| Lufthansa Cargo                        | Frankfurt |
| SF Airlines                            | Guangzhou, Hangzhou, Macau, Shanghai–Pudong, Shenzhen, Wuxi |
| Singapore Airlines Cargo               | Singapore |
| Suparna Airlines Cargo                 | Hangzhou, Shanghai–Pudong, Shenzhen |